# Frankenchrist
Frankenchrist é o terceiro álbum da banda americana de hardcore punk Dead Kennedys, lançado em 1985 pela Alternative Tentacles.
O álbum é um exemplo do lado progressivo e psicodélico da personalidade musical de Dead Kennedys. A influência da trilha sonora do Spaghetti Western é perceptível nas partes de sopro e no trabalho de guitarra de East Bay Ray. Frankenchrist também é conhecido por sua relativa falta de material tradicionalmente "hardcore", com a maioria das faixas sendo mais lentas e mais longas do que a maioria das outras canções do Dead Kennedys. "MTV - Get off the Air" é notável por sua crítica contundente ao estabelecimento da música e "Stars and Stripes of Corruption" por sua exegese das filosofias políticas do vocalista Jello Biafra.

## Controvérsias

### "Landscape #XX"
O álbum foi objeto de polêmica porque a capa do disco original incluía um pôster com a pintura Landscape #XX, ou Penis Landscape, de H.R. Giger, retratando fileiras de pênis e vulvas copulando. A escolha da pintura surgiu a partir de um comentário de Jello Biafra a seu então colega de quarto e artista de Dead Kennedys, Jayed Scotti, parceiro artístico de Winston Smith. Biafra mostrou a Scotti um exemplar da revista Omni mostrando várias obras de arte de Giger, incluindo "Penis Landscape", impressa em 1977, para uma coleção de arte de Paris. Biafra disse que queria usar a peça na capa do próximo álbum. Scotti ligou para o agente de Nova York Les Barany e explicou o projeto. Barany contatou Giger para pedir permissão, então contatou Mike Bonanno da Alternative Tentacles Records; Giger concordou em deixar a gravadora usar uma reprodução cromada da arte por $ 600, metade do preço normal. Biafra apresentou a ideia aos demais integrantes da banda, mas a ideia foi rejeitada como capa do álbum e como LP duplo com dobra interna. Por fim, foi aceito como pôster inserido. Jayed Scotti criou a mecânica de produção à mão para o pôster. O pôster foi impresso e inserido no álbum Frankenchrist com um adesivo adicional na embalagem externa, avisando os compradores sobre o conteúdo.
Biafra foi levado a julgamento por distribuir matéria prejudicial a menores e, embora o caso não tenha resultado em condenação, a Alternative Tentacles quase foi levada à falência. Foi apenas com o apoio dos fãs que a gravadora conseguiu se manter viva. Biafra ganhou atenção como defensor da liberdade de expressão e, posteriormente, foi um dos oponentes mais ativos do Parents Music Resource Center.

### Shriners
A própria capa de Frankenchrist retrata um desfile de Shriners, com membros dos Shriners dirigindo carros em miniatura, usando seus distintivos chapéus vermelhos. Os quatro membros do Shriners retratados na fotografia processaram o Dead Kennedys em 1986. A imagem foi originalmente fotografada e publicada pela Newsweek na década de 1970, uma década antes do uso de Frankenchrist por Dead Kennedys e Alternative Tentacles em 1985.

## Recepção Critica
| Críticas profissionais                     | Críticas profissionais |
| Avaliações da crítica                      | Avaliações da crítica  |
| Fonte                                      | Avaliação              |
| ------------------------------------------ | ---------------------- |
| AllMusic                                   | [ 5 ]                  |
| The Encyclopedia of Popular Music          | [ 6 ]                  |
| MusicHound Rock: The Essential Album Guide | [ 7 ]                  |
| The Rolling Stone Album Guide              | [ 8 ]                  |
| Spin Alternative Record Guide              | 5/10                   |

Trouser Press escreveu: "Existem algumas faixas ruins com letras forçadas e desajeitadas, mas o LP contém dois dos melhores momentos dos DKs: 'MTV - Get Off the Air' e 'Stars and Stripes of Corruption', um dos mais declarações políticas poderosas já comprometidas com o vinil."

## Lista de Faixas
Todas as faixas escritas e compostas por Dead Kennedys, exceto onde é especificado. 
| N.º            | Título                                                     | Duração |  |
| 1.             | "Soup Is Good Food"                                        | 4:18    |  |
| 2.             | "Hellnation" (D.H. Peligro)                                | 2:22    |  |
| 3.             | "This Could Be Anywhere (This Could Be Everywhere)"        | 5:24    |  |
| 4.             | "A Growing Boy Needs His Lunch"                            | 5:50    |  |
| 5.             | "Chicken Farm"                                             | 5:06    |  |
| 6.             | "Jock-O-Rama (Invasion of the Beef Patrol)" (Jello Biafra) | 4:06    |  |
| 7.             | "Goons of Hazzard" (Jello Biafra, East Bay Ray)            | 4:25    |  |
| 8.             | "M.T.V. - Get off the Air" (Jello Biafra)                  | 3:37    |  |
| 9.             | "At My Job" (East Bay Ray)                                 | 3:41    |  |
| 10.            | "Stars and Stripes of Corruption"                          | 6:23    |  |
| Duração total: | Duração total:                                             | 45:12   |  |

## Ficha Técnica

### Dead Kennedys
- Jello Biafra – vocais, produtor, mixagem
- East Bay Ray – guitarra, sintetizador em "At My Job", violão elétrico de 12 cordas da marca Bellzouki em "MTV - Get off the Air"
- Klaus Flouride – baixo, vocal de apoio
- D.H. Peligro – bateria, vocal de apoio

### Adicionais
- John Leib - trompete em "MTV - Get Off The Air"
- Tim Jones – teclados em "A Growing Boy Needs His Lunch"
- Nina TR Stapleton – backing vocals em "Jock-O-Rama"
- Laura TR Muetz – backing vocals em "Jock-O-Rama"
- Julie Hoffman – backing vocals em "Jock-O-Rama"
- Susan Caldwell – backing vocals em "Jock-O-Rama"
- Danielle Dunlap – backing vocals em "Jock-O-Rama"
- Robyn Lutz – backing vocals em "Jock-O-Rama"
- Kris Carleson – backing vocals em "Jock-O-Rama"
- Steve DePace - backing vocals em "At My Job"
- Wild Bill – backing vocals em "At My Job"
- Sweet – backing vocals em "At My Job"
- Wee Willy Lipat – backing vocals em "At My Job"
- Microwave - backing vocals em "At My Job"
- Gary Floyd – backing vocals em "Chicken Farm" e "Stars and Stripes of Corruption"
- Eugene Robinson – backing vocals em "Chicken Farm" e "Stars and Stripes of Corruption"
- Jeff Davis – backing vocals em "Chicken Farm" e "Stars and Stripes of Corruption"

### Produção
- John Cuniberti – engenheiro, mixagem
- Winston Smith – capa

## Gráficos
| Chart (1985)   | Peak position |
| -------------- | ------------- |
| UK Indie Chart | 1             |